# Hold Me Closer (Elton John e Britney Spears)
Hold Me Closer è un singolo del cantante britannico Elton John e della cantante statunitense Britney Spears, pubblicato il 26 agosto 2022.
Si tratta della prima pubblicazione di Spears dopo essersi svincolata dalla tutela del padre, la quale segna il ritorno della cantante sulle scene musicali dopo sei anni.

## Video musicale
Il video musicale è stato pubblicato il 27 settembre 2022, diretto da Tanja Muïn'o.

## Pubblicazione
In seguito ad alcune speculazioni circa la data di pubblicazione, Elton John conferma ufficialmente l'uscita del brano attraverso i suoi profili social. Il brano è una reinterpretazione del classico di John Tiny Dancer.
Il brano è stato cantato in anteprima dallo stesso John al ristorante La Guérite sull'isola di Santa Margherita, a Cannes.

## Classifiche

### Classifiche settimanali
| Classifica (2022) | Posizione massima |
| ----------------- | ----------------- |
| Australia         | 1                 |
| Austria           | 23                |
| Belgio (Fiandre)  | 5                 |
| Belgio (Vallonia) | 4                 |
| Bulgaria          | 9                 |
| Canada            | 3                 |
| Danimarca         | 36                |
| El Salvador       | 8                 |
| Francia           | 65                |
| Germania          | 31                |
| Grecia            | 54                |
| Irlanda           | 2                 |
| Islanda           | 2                 |
| Italia            | 74                |
| Libano            | 5                 |
| Lituania          | 28                |
| Lussemburgo       | 22                |
| Norvegia          | 23                |
| Nuova Zelanda     | 4                 |
| Paesi Bassi       | 33                |
| Polonia           | 35                |
| Portogallo        | 41                |
| Regno Unito       | 3                 |
| Repubblica Ceca   | 98                |
| Russia            | 2                 |
| Slovacchia        | 75                |
| Stati Uniti       | 6                 |
| Sudafrica         | 54                |
| Svezia            | 21                |
| Svizzera          | 7                 |

### Classifiche di fine anno
| Classifica (2022) | Posizione |
| ----------------- | --------- |
| Belgio (Fiandre)  | 59        |
| Belgio (Vallonia) | 60        |
| Canada            | 66        |
| Islanda           | 75        |
| Russia            | 53        |
| Svizzera          | 92        |
| Classifica (2023) | Posizione |
| Canada            | 51        |